# Opzij (Herman van Veen)
Opzij is een nummer van Herman van Veen. Van Veen schreef zelf de tekst en samen met Erik van der Wurff verzorgde hij de muziek. Opzij is Van Veens aanklacht tegen de haast die iedereen in 1979 (al) had. Het is een up-tempo lied, dat oproept tot onthaasten. Het komt uit de tv-serie De wonderlijke avonturen van Herman van Veen.
De B-kant Liefdeslied kwam eveneens uit de pennen van Erik van der Wurff en Herman van Veen. Voor Opzij kregen Van Veen en Van der Wurff de Louis Davidsprijs van de Stichting Conamus voor 1979.
Opzij is een aantal keren gecoverd, onder andere door Guus Meeuwis, Party Animals en De Mosselman. In 2005 verscheen een metalversie van de roemruchte Utrechtse deathmetal-band Orphanage op de cd 'We hebben maar een paar minuten tijd', een door 3VOOR12/Utrecht georganiseerd eerbetoon van zestien Utrechtse acts aan Herman van Veen. Het was het laatste nummer dat de band opnam voor ze uit elkaar gingen.

## Hitnotering
Opzij behoort met Suzanne en Hilversum III tot de grootste hits van Van Veen. In België stond het slechts enkele weken in de hitparade.

### Nederlandse Top 40
| Positie: | 28 | 19 | 14 | 14 | 16 | 24 | 32 | uit |

### NederlandseDaverende 30
| Positie: | 32 | 15 | 11 | 14 | 21 | 22 | 31 | 38 | uit |

### BelgischeBRT Top 30
| Positie: | 27 | 28 | uit |

### VlaamseUltratop 30
| Positie: | 30 | uit |

### NPO Radio 2 Top 2000
| Nummer met noteringen in de NPO Radio 2 Top 2000 | '99 | '00  | '01  | '02  | '03  | '04  | '05  | '06  | '07  | '08  | '09  | '10  |
| ------------------------------------------------ | --- | ---- | ---- | ---- | ---- | ---- | ---- | ---- | ---- | ---- | ---- | ---- |
| Opzij                                            | 973 | 1282 | 1829 | 1395 | 1927 | 1452 | 1555 | 1654 | 1295 | 1512 | 1667 | 1973 |

1. ↑  Een vetgedrukt getal geeft de hoogste notering aan.
2. ↑  Deze tabel is bijgewerkt tot en met de laatste editie (2024).

## Duitse versie
Van Opzij bestaat ook een Duitse versie met als titel Weg da! Zowel de A- als B-kant werd vertaald door Thomas Woitewitsch, die eerder Rudi Carrell bijstond. Voor zover is na te gaan was Weg da! de eerste Duitstalige single van Van Veen. Een eerder Duitstalig album verscheen in 1975: Wunder Was. Woitkewitsch wordt in Duitsland gezien als de ontdekker (samen met Alfred Biolek) van Van Veen voor Duitsland. Van Veens eerste televisieoptreden in Duitsland was dan ook in een Rudi Carrellshow.